# Xã Hampton, Quận Dakota, Minnesota
Xã Hampton (tiếng Anh: Hampton Township) là một xã thuộc quận Dakota, tiểu bang Minnesota, Hoa Kỳ. Năm 2010, dân số của xã này là 903 người.